# Shaunna Oteka McCovey
Shaunna Oteka McCovey (nascuda a Califòrnia) és una poeta yurok-karok que es crià a la reserva Yurok. Es graduà a la Universitat d'Arizona; hi dona classes i també fa treball social, autora de The Smokehouse Boys (2004) i Swim you every river (2003).